# Prüßberg
Prüßberg (auch Prüssberg) ist ein Gemeindeteil der Gemeinde Michelau im Steigerwald im unterfränkischen Landkreis Schweinfurt in Bayern.

## Geografische Lage
Das Kirchdorf liegt relativ zentral im Michelauer Gemeindegebiet. Im Nordosten ist der sogenannte Heinachshof zu finden, außerdem erstreckt sich hier das gemeindefreie Gebiet des Staatsforstes Hundelshausen. Östlich erhebt sich Neuhausen. In südlicher Richtung schließen sich nun die gemeindefreien Gebiete Wustvieler Forst und Vollburg an. Südwestlich liegt Michelau selbst, während im Nordwesten der Michelauer Gemeindeteil Hundelshausen zu finden ist.

## Geschichte
Das Dorf taucht erst relativ spät in den Quellen auf. Erst im Jahr 1298 wurde ein „monte dicto Brusteberg“ (lat. Berg, genannt Brusteberg) erwähnt. Der Name geht wohl auf eine Weinlage zurück und weist auf den mittelalterlichen Weinbau an den Hängen des Steigerwaldes hin. Das Dorf erhielt wohl im 16. Jahrhundert eine kleine Filialkapelle, die mit einem Altar aus dem Riemenschneider-Umfeld verziert wurde. 
Im 19. Jahrhundert ließ eine reiche Förstergattin einen zeitgenössischen Altar anfertigen, der Schreiner durfte den alten Altar entfernen und mitnehmen. Sein Verbleib ist unklar. Wie dem Altar erging es später auch der Kirche selbst. Sie wurde niedergerissen und die Prüßberger mussten fortan den Gottesdienst im weit entfernten Dingolshausen aufsuchen. Erst 1870 durften die Bewohner ihre Toten im nahen Michelau begraben. Im Jahr 1976 erhielt das Dorf eine neue Kirche.
Seit dem 19. Jahrhundert war Prüßberg eine selbstständige Gemeinde im Königreich Bayern, nach dessen Auflösung blieb es Teil des Landkreises Gerolzhofen. Im Ersten Weltkrieg hatte das Dorf insgesamt sieben Tote zu beklagen, der Zweite Weltkrieg forderte zehn Tote und vier Vermisste. Seit 1970 ist Prüßberg Teil der Großgemeinde Michelau im Steigerwald im heutigen Landkreis Schweinfurt.

## Baudenkmäler
Aufgrund der geringen Größe weist das Dorf nur wenige Baudenkmäler auf. Nach dem Abriss der Kirche haben sich außerdem lediglich zwei Bildstöcke aus dem 19. Jahrhundert erhalten, die an den Ortsrändern aufgestellt wurden. Aus dem Jahr 1844 stammt ein Stock mit der Darstellung der Vierzehn Nothelfer. Vielleicht geht der Bildstock auf einen älteren zurück, der nach dem Dreißigjährigen Krieg gestiftet wurde. Ein Kruzifix findet sich am Weg in Richtung Michelau.